# Uzo
Uzo, također i ouzo, (gr. ούζο) grčko je alkoholno piće. Uzo je jako alkoholno poće s okusom anisa, s 38 %, 40 %, 42 % i 49 % alkohola. Uzo s udjelom od 49 % alkohola je teško pronaći izvan grada Plomari. Piće se često pije pomješano s vodom, ili ledom, i tada dobije svoju tipičnu svijetlu boju koja liči na mlijeko.
Često se tijekom pijenja uza pjeva poznata grčka pjesma,
- Otan kapnizi oh loulas, esi then prepi na milas.

ili na hrvatskom,
- "Kada loulas puši, ne smiješ govoriti."

## Vrste
- Ouzo 12
- Ouzo Kefi
- Ouzo Mini - "40 % alkohola"
- Ouzo Pyros
- Ouzo Veto
- Rodos Ouzo